# 马尼波戈
马尼波戈是加拿大马尼托巴省马尼托巴湖的湖怪的名称。关于水怪的最早目击可以追溯到19世纪初，大约1908年起，这种蛇形水怪便不断被目击。当地的土著居民也有水怪的传说。这种生物在1957年被命名为马尼波戈，以响应不列颠哥伦比亚省发现的欧戈波戈。在温尼伯戈西斯湖也有被命名为温尼波戈的水怪，并且很有可能是同一种，因为这个湖与马尼托巴湖是相连的。许多专家认为水怪正确的名称应该是被当地居民认可的“温尼伯戈”（Winnipego）。
水怪被认为有12英尺至50英尺长。它被描述为有“一个土棕色的露出水面可见肉峰（humps）的长躯干和一个羊头。”
曾有十七名据说互不认识的目击者，声称看到了三只马尼波戈一同游泳。
20世纪60年代初, 马尼托巴大学的詹姆斯·麦克劳德教授试图寻找该生物的遗骸。如果湖中存在该生物的繁殖种群，则应该会留下尸体及骨骸，但麦克劳德并无收获。
在马尼托巴湖的西岸有一个马尼波戈省立公园（Manipogo Provincial Park）。马尼托巴湖东南岸的一个社区St Laurent，每年三月的第一个星期都会举行马尼波戈节（Manipogo festival）。

## 目击
- 1935年: 木材检查员（Timber inspector）C. F. Ross和一个朋友目击到了该生物。根据他们的证词，在水怪的头上有一只角，它的头小而扁，很像一只恐龙。
- 1936年：渔民奥斯卡·弗雷德里克森（Oscar Fredrickson）在拉起一网鱼的时候，发现在网里捞起了一块动物的头盖骨。从其形状来看，他确认这不是鲨鱼的头盖骨。弗雷德里克森回到家把头骨拿给同村的人看后，大部分人都说不知道这是什么动物的头骨。而有的人则认为那是传说中的湖怪马尼波戈的头骨，这一说法让村民们大惊失色。弗雷德里克森把那头盖骨谨慎地保管在自家的仓库里。但不久后弗雷德里克森家发生不明原因的火灾，把整个家都烧毁了，而那块从马尼托巴湖捞起的头盖骨也下落不明。[4]
- 1948年: C. P. Alric报告称某种生物将身体伸出水面6英尺，还发出了“史前恐龙的嗥叫”。
- 1957年: Louis Belcher和Eddie Nipanik看到了一个巨大的蛇形生物在湖中。
- 1962年: 两个渔夫, Richard Vincent和John Konefell看到了蛇形的巨大生物或巨蛇在离他们的船60码处，怪物痛苦而剧烈地扭动着。被眼前景象惊呆的两个人，过了好一阵子才清醒过来，忙从船内取出照相机，成功地拍摄到一个怪物的样子。他们说,那怪物背上长有16厘米左右的突起物,怪物体色发黑。照片拍到怪物的部分大约有3.6米长，根据计算，这个怪物全长大概有12米。从体形来看，有人认为这个怪物是巨鳗，但是在马尼托巴湖里是没有鳗的。还有人认为它是巨大的水蟒，但按我们掌握的知识，爬虫类动物的身体不会上下弯曲。 [2]
- 1960年代:大约20世纪60年代，Stople夫妇目击到了一个爬行动物一样的怪兽在距他们的船大约30英尺处露出水面。
- 1989年: 来自明尼阿波利斯的Sean Smith和他的家人在马尼托巴湖6号公路浅水湖区边（Shallow point off highway #6 ）享受他们的露营之旅，他看到了在离岸大约80英尺处有“许多肉峰”。
- 1997年: 来自魁北克的越野露营者报告在Lundar Beach营地看到了一个巨大的爬行动物的头在离岸几百英尺处伸出和伸进水面。游泳者从水中撤离了，而水怪的头也只出现了一次。它被认为是一个浮木，但是后来并没有看到浮木。
- 2003年: 加拿大潜水员尼科拉斯·T·爱德华在马尼托巴湖东侧岸边，架设照相机蹲守了近一个月，进行定点观测。他曾两度发现奇怪的巨大黑影从水下穿过。7月3日,正在蹲守的爱德华突然发现，大群海鸥从远方向湖边飞来。不一会儿，爱德华听到了过去从来没有听见过的低沉的声音。就在爱德华倾听声音的时候，湖中突然出现了一个巨大的块状物。惊恐之中，爱德华举起照相机，快速按下快门。在恐怖与满足感的交错之中，他清楚地看到了怪物的背部。次日，爱德华洗出照片，从照片上看，他的确拍摄到了怪物的样子。虽然没有拍摄到头部，但这仍然是马尼波戈存在的重要证明。爱德华立刻把照片送到当地的新闻社，可是，怪事又发生了。爱德华拍摄的照片被新闻社弄丢了，而且连底片也丢失了。爱德华非常气愤，后来新闻社付给了他相应的赔偿金，此事也就不了了之。
- 2004: 来自纽芬兰的渔民凯希·哈登（Keith Haden）曾报道过一起怪事。有一次他布置在马尼托巴湖峡湾附近的渔网被类似于鲨鱼或杀人鲸之类的生物撕碎，渔网中的鱼被拦腰咬断。
- 2009: Several residents at Twin Lakes Beach reported seeing several humps a few hundred yards from their lake-front cottages. No photos were taken.
- 2011: Many sightings of several humps emerging and then submerging seen offshore at locations like Marshy Point, Scotch Bay, and Laurentia Beach by security personal patrolling flooded cottage and home areas.
- 2012: Aug. 9 @ 9pm just off shore of Outlet at Twin Beach Rd. Surfaced twice , showing a scaled / sawtooth jagged back of that of a giant Sturgeon.

## 解释
一些人推测目击到的水怪可能是巨大的湖鲟（或称黄鲟，Acipenser fulvescens）或蛇颈龙孑遗；还有一种假说，说那是一种原始的鲸鱼，可能是械齿鲸。

## 阴谋论
日本作家、超现象研究者飞鸟昭雄曾向住在夏威夷的美国“不明生物”研究家爱德华·J·史密斯先生求教，不想他竟听到一个惊人的说法，史密斯说:“我相信马尼波哥头盖骨现在被保管在美国。当年是一伙不法分子为了金钱,偷出了弗雷德里克森打捞起的马尼波哥头盖骨,为销毁偷盗痕迹，他们放火烧了弗雷德里克松的家。当初，盗贼准备把头盖骨卖给一个美国资本家，但最后头盖骨还是落入了美国政府的手中。据说，它现在被保管在美军空军基地，以UFO事件出名的51区的某个地下室里。”飞鸟昭雄还从史密斯那里看到了他通过某种手段得到的马尼波戈头盖骨的照片。从照片看，头盖骨虽然没有下颚部分，但仍可以肯定它不是现存的任何一种动物的头盖骨。 

## 电视节目
马尼波戈出现在了电视纪录片Northern Mysteries系列中。